# Nádai Árpád
Nádai Árpád Lajos, született Neumann Árpád (Budapest, 1883. április 3. – Pittsburgh, 1963. július 18.) magyar-amerikai gépészmérnök, mechanikaprofesszor.
A plaszticitáselmélet úttörője volt, 1925-ben megjelent német nyelvű tankönyvének 1931-es angol kiadása az első ilyen témájú angol nyelvű könyv. Foglalkozott mind a fémek alkalmazásaival, mind a földtudományokkal.

## Élete
Neumann Miksa és Schein Rozália fiaként született. A Budapesti Egyetemre járt, majd 1906-ban Zürichi Egyetemen gépészmérnöki oklevelet szerzett. Előbb a budapesti Schlick-gyárban dolgozott, majd Münchenben vállalt tervezőmérnöki állást. 1909-től 1912-ig a Berlini Műszaki Egyetemen Eugen Meyer mellett tanársegédkedett, mialatt, 1911-ben műszaki doktori fokozatot szerzett. 1918-ban a Göttingeni Egyetem Felix Christian Klein által alapított és Ludwig Prandtl által vezetett Alkalmazott Mechanika Intézetébe került, ahol 1923-ban vendégoktató, majd 1926-tól az alkalmazott mechanika rendes tanára lett. 1927-ben, az USA-ba, a Westinghouse Laboratoriesba ment, Sztepan Timosenko utódjaként. 1929-ben Pittsburghbe költözött, ahol a Westinghouse Electric Company gépészmérnök szakértője és tanácsadója lett. 1949-ben vonult nyugalomba.

## Tudományos munkássága
A rugalmasságtan tárgykörében úttörő jelentőségűek, maradandó értékűek a lemezelméletre vonatkozó kutatásai. Elsősorban a fémek folyása és törési jelenségei foglalkoztatták.

## Elismerései
- Timosenko Érem (1958)
- Elliott-Cresson-érem (1960)

## Emlékezete
1975 óta az American Society of Mechanical Engineers (ASME) évenként a legkiválóbb anyagtudósokat a Nádai Érmemmel tünteti ki.

## Művei
- Die Formänderung und die Spannungen von rechteckigen elastischen Platten, Berlin, 1915
- Theorie der Plattenbiegung und ihre experimentelle Bestätigung, Berlin, 1922
- Die elastischen Platten: die Grundlagen und Verfahren zur Berechnung ihrer Formänderungen und Spannungen, sowie die Anwendungen der Theorie der ebenen zweidimensionalen elastischen Systeme auf praktische Aufgaben , Berlin, Springer 1925
- Der bildsame Zustand der Werkstoffe, Berlin, 1927
- Der bildsame Zustand der Werkstoffe, Springer, 1931
- Plasticity - a mechanics of the plastic state of matter, McGraw Hill, 1931 (a Der bildsame Zustand der Werkstoffe című tankönyvének angol fordítása)
- Theory of Flow and Fracture of Solids (I–II., McGraw Hill, New York, Toronto, London, 1950, 1963 (1931-es könyvének új, átdolgozott kiadásai)[3]

## Fordítás
- Ez a szócikk részben vagy egészben  az   Árpád Nádai című német Wikipédia-szócikk ezen változatának fordításán alapul.  Az eredeti cikk szerkesztőit annak laptörténete sorolja fel. Ez a jelzés csupán a megfogalmazás eredetét és a szerzői jogokat jelzi, nem szolgál a cikkben szereplő információk forrásmegjelöléseként.